# Djenné-Djenno
Djenné-Djenno, és un jaciment arqueològic a 3 km de la ciutat de Djenné, Mali, considerat com un dels nuclis urbans més antics de l'Àfrica subsahariana. Les excavacions arqueològiques realitzades per Susan i Roderick McIntosh al 1977, 1981 i 1994 daten l'inici de la cultura Djenné-Djenno al s. III ae, tot i que, possiblement, siga molt anterior. El jaciment estigué poblat fins al s. XIII, quan es traslladà gradualment a la ciutat nova, Djenné, probablement com a conseqüència de l'arribada de l'Islam.
N'hi ha evidències de la producció de ferro i l'ús de plantes i animals domesticats. En els primers dipòsits de les excavacions es trobaren llavors d'arròs, sorgo, mill i herbes recol·lectades del pantà. El fet d'haver trobat peces de ferro així com evidències de la seua elaboració proven l'existència del comerç, en no existir cap indici proper d'aquest material. A més, s'hi trobaren estatuetes de terracota disseminades per una àmplia superfície del terreny, de notable qualitat. Les figures representen una gran varietat de postures, d'homes, dones, parelles, fins i tot genets. Abunden les escarificacions o pústules en totes les parts del cos, algunes en forma circular, i la seua producció es deté amb l'arribada de l'Islam.

## Galeria d'imatges

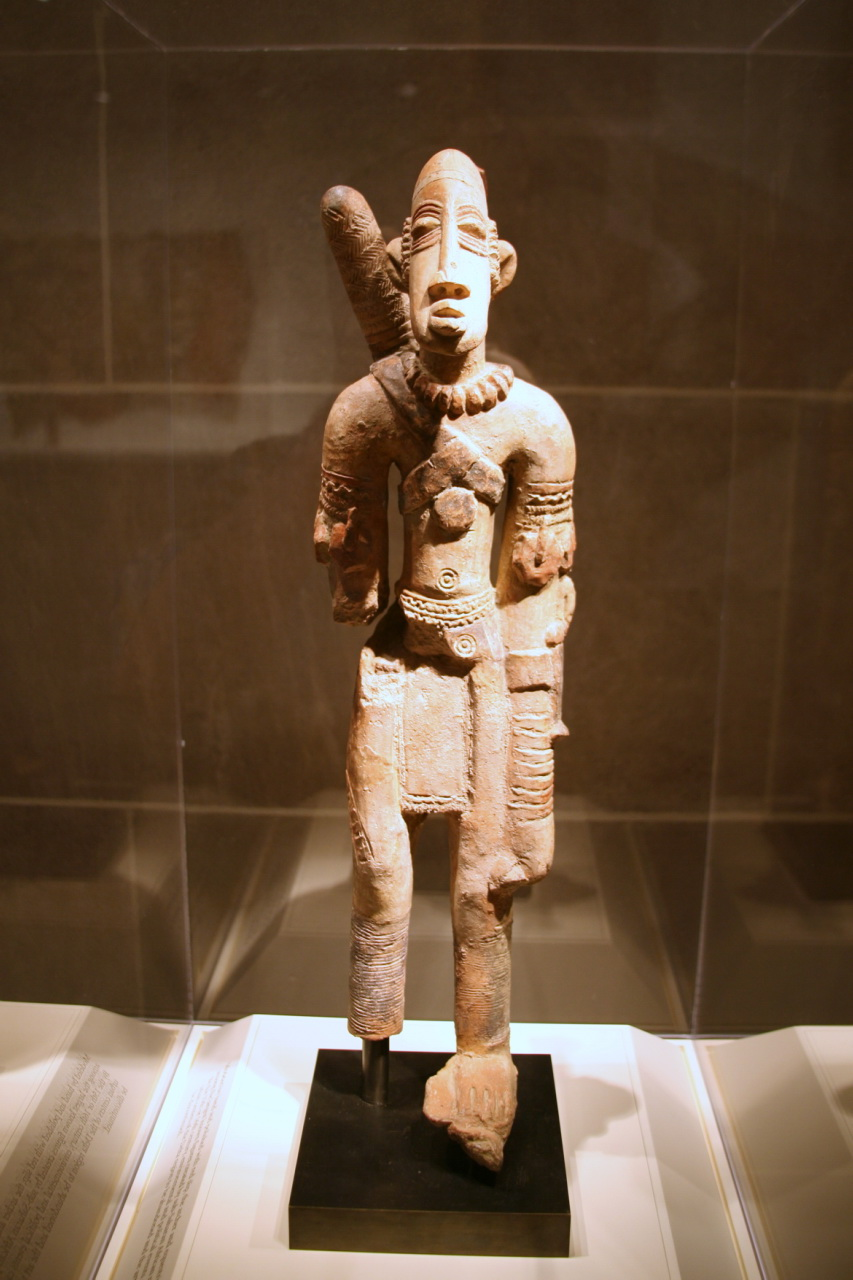
Figura d'Arquers, Estil Delta del Níger Interior, regió del Delta del Níger interior, Mali, segle xiii-XV, Ceràmica
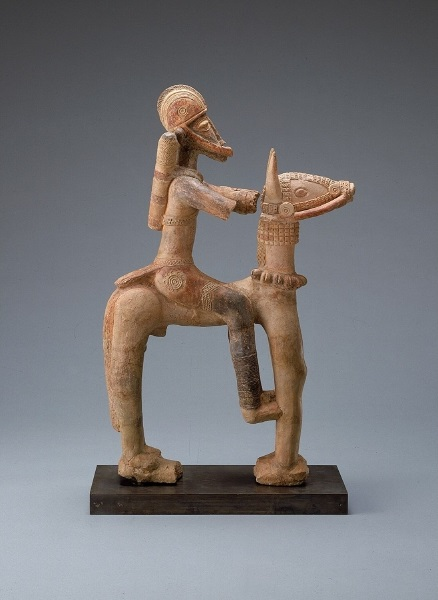
Terracota Figura eqüestre de Mali; Segles XIII-XV; Museu Nacional d'Art Africà (Washington D.C., EUA)
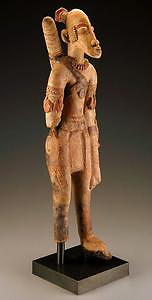
Figura de tir en terracota de Mali; Segles XIII-XV
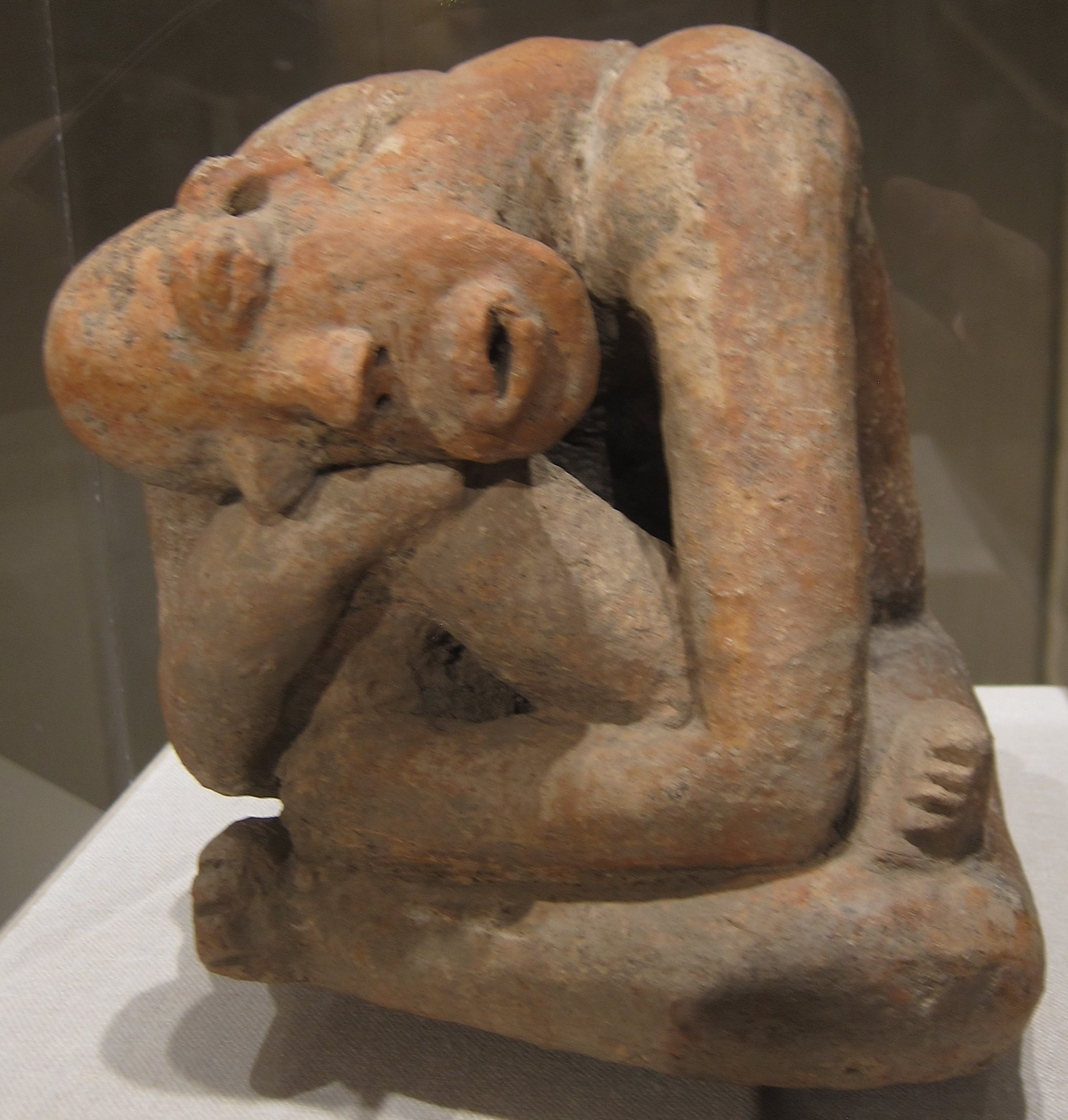
Figura asseguda grom Mali, regió del delta del Níger interior, segle xiii
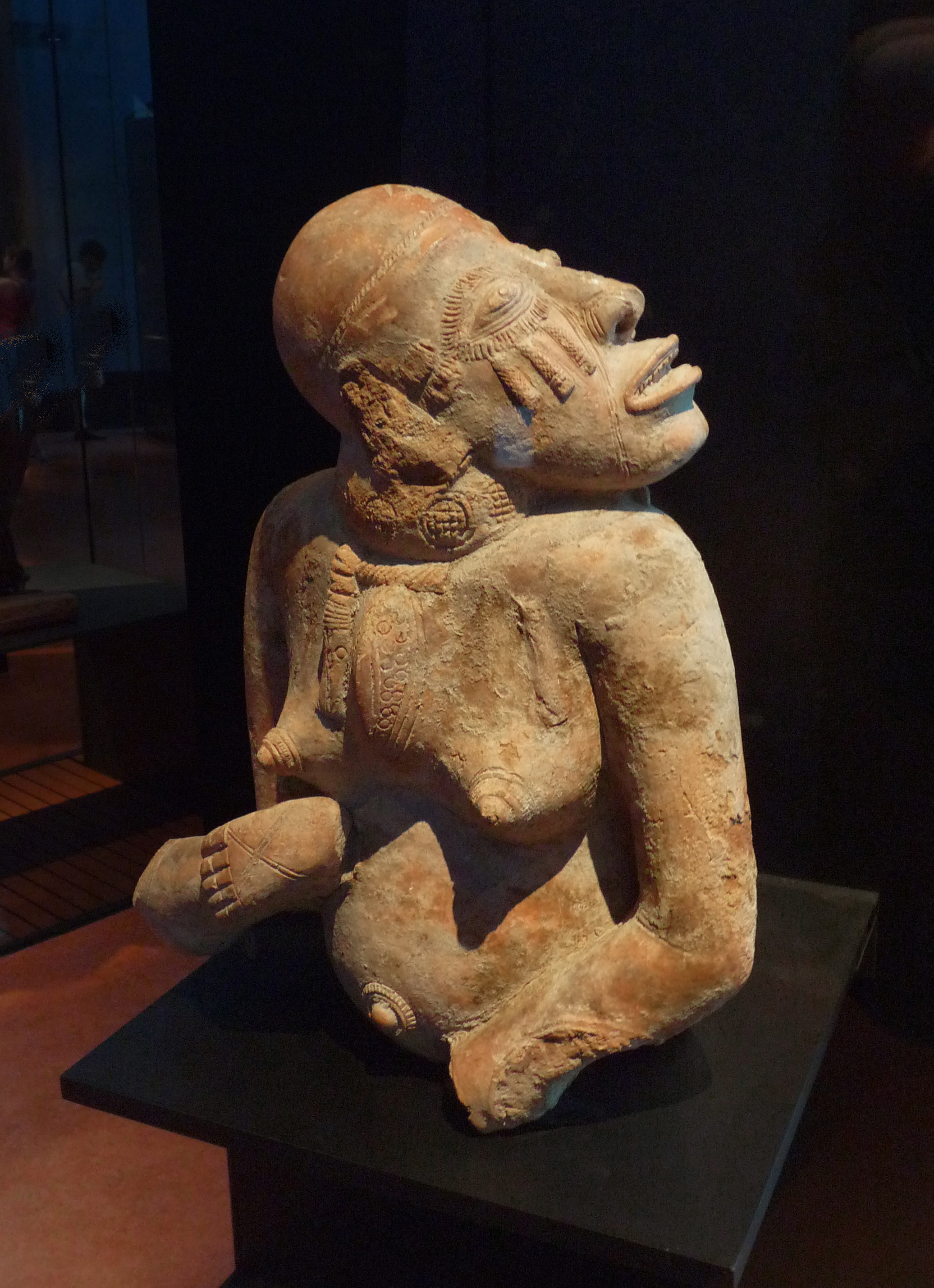
Estàtua femenina, regió de Djenne, Mali, del segle xiii-XV, terracota amb engobe ocre vermell. Quai Branly Museum.
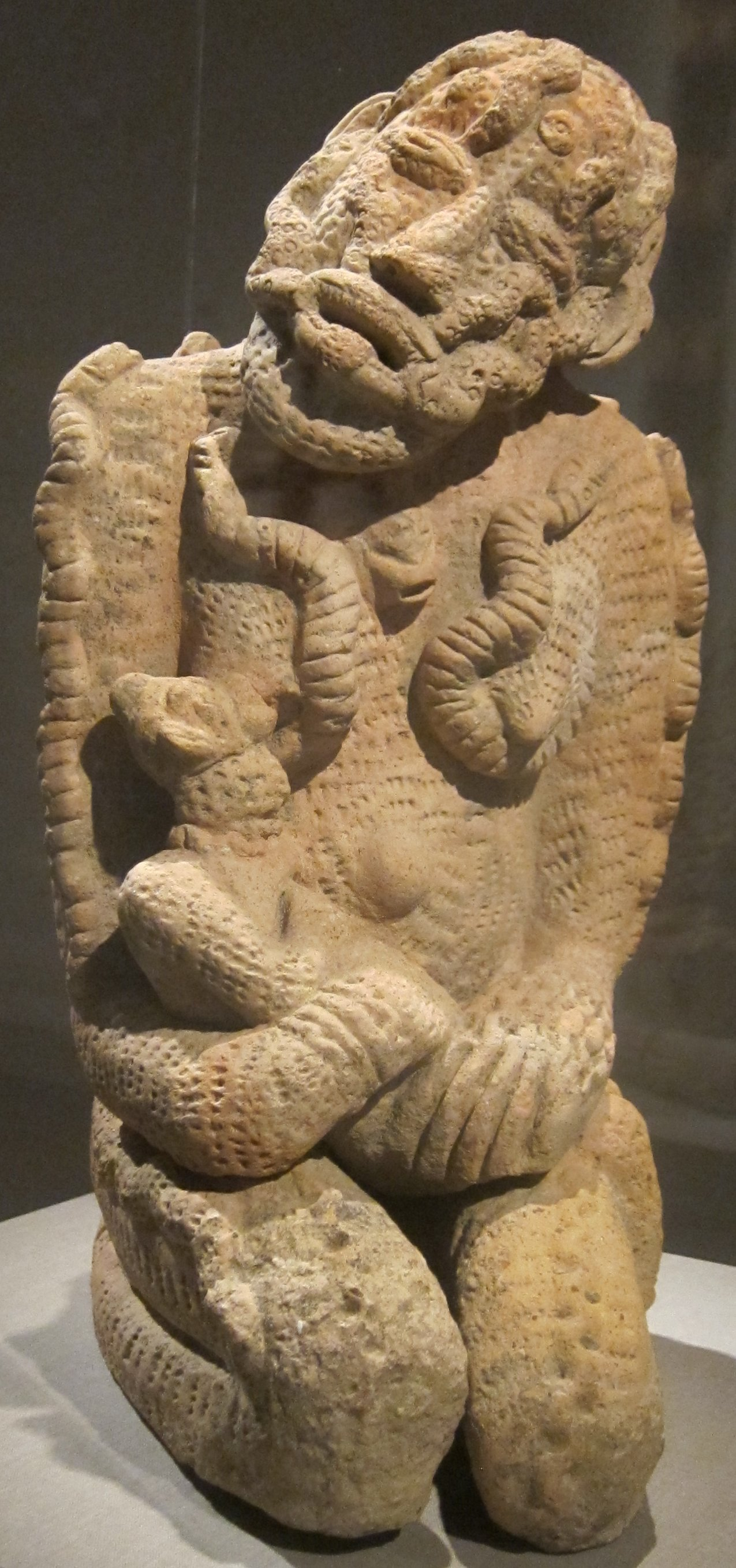
Escena de maternitat de terres, Djenné, Delta del riu Niger a l'interior, actual Mali, 1100-1400, Museu De Jove